# Gravity (album)
Pour les articles homonymes, voir Gravity.
Albums de Bullet for My Valentine
Venom
(2015) Bullet For My Valentine (album)
(2021)
Singles
1. Don't Need You
Sortie : 7 novembre 2016
2. Over It
Sortie : 1er avril 2018
3. Piece of Me
Sortie : 27 avril 2018
4. Letting You Go
Sortie : 18 mai 2018

Gravity est le sixième album studio du groupe gallois de heavy metal Bullet for My Valentine sorti le 29 juin 2018 sur le label Spinefarm Records.

## Liste des pistes
| No  | Titre              | Durée |
| --- | ------------------ | ----- |
| 1.  | Leap of Faith      | 3:19  |
| 2.  | Over It            | 3:47  |
| 3.  | Letting You Go     | 3:43  |
| 4.  | Not Dead Yet       | 3:21  |
| 5.  | The Very Last Time | 3:57  |
| 6.  | Piece of Me        | 3:26  |
| 7.  | Under Again        | 4:10  |
| 8.  | Gravity            | 4:00  |
| 9.  | Coma               | 3:33  |
| 10. | Don't Need You     | 4:40  |
| 11. | Breathe Underwater | 3:41  |